# Берёзка (приток Клязьмы)
Берёзка — река в России, протекает в Петушинском районе Владимирской области. Левый приток Клязьмы.

## География
Река Берёзка берёт начало вблизи деревни Старые Петушки. Течёт на юг. Пересекает автодорогу М7 «Волга», далее течёт в черте города Петушки. Устье реки находится в 416 км вверх от устья Клязьмы. Длина реки составляет 11 км.

## Данные водного реестра
По данным государственного водного реестра России относится к Окскому бассейновому округу, водохозяйственный участок реки — Клязьма от города Орехово-Зуево до города Владимир, речной подбассейн реки — бассейны притоков Оки от Мокши до впадения в Волгу. Речной бассейн реки — Ока.
По данным геоинформационной системы водохозяйственного районирования территории РФ, подготовленной Федеральным агентством водных ресурсов:
- Код водного объекта в государственном водном реестре — 09010300712110000031757
- Код по гидрологической изученности (ГИ) — 110003175
- Код бассейна — 09.01.03.007
- Номер тома по ГИ — 10
- Выпуск по ГИ — 0